# Thyrosticta octopunctata
Thyrosticta octopunctata là một loài bướm đêm thuộc phân họ Arctiinae, họ Erebidae.